# سنغ أباد (كوثر)
سنغ أباد هي قرية في مقاطعة كوثر، إيران. عدد سكان هذه القرية هو 1,078 في سنة 2006.